# Tilakpur
Tilakpur (nep. तिलकपुर) – gaun wikas samiti w zachodniej części Nepalu w strefie Lumbini w dystrykcie Nawalparasi. Według nepalskiego spisu powszechnego z 2001 roku liczył on 1114 gospodarstw domowych i 6544 mieszkańców (3293 kobiet i 3251 mężczyzn).